# Mohamed Ibrahim Egal
Mohamed Haji Ibrahim Egal (Somalo: Maxamed Xaaji Ibraahim Cigaal; Odweyne, 15 agosto 1928 – Pretoria, 3 maggio 2002) è stato un politico somalo.
- Primo ministro dello Stato del Somaliland (ex-Somalia Britannica), 1960
- Primo ministro della Somalia, 1960; 1967-1969
- Ministro degli affari esteri della Somalia, 1967-1969
- Presidente della Repubblica del Somaliland, 1993-2002

Alla sua morte, alla presidenza del Somaliland gli è succeduto Dahir Riyale Kahin.